# Dragomir Milošević
Dragomir Milošević (serbisch-kyrillisch Драгомир Милошевић; * 4. Februar 1942 in Murgaš, zu Ub, Jugoslawien) ist ein ehemaliger General der Vojska Republike Srpske, der wegen Kriegsverbrechen während der Belagerung von Sarajevo verurteilt wurde.

## Leben
Dragomir Milošević diente vor Ausbruch des Bosnienkrieges als Offizier in der 49. motorisierten Brigade der Jugoslawischen Volksarmee.
Am 20. Mai 1992 wurden die Streitkräfte, welche im Zuge des Bosnienkrieges die Stadt Sarajevo umzingelten, zum Romanija-Korps von Sarajevo zusammengefasst und bildeten fortan einen wichtigen Bestandteil der VRS, welche unter dem Oberkommando von Ratko Mladić und Radovan Karadžić stand. Das Hauptquartier des Romanija-Korps befand sich in der Kaserne von Lukavica, südwestlich von Sarajevo. Das Romanija-Korps wendete eine Militärstrategie an, die darauf abzielte, die Zivilbevölkerung von Sarajevo zu töten, zu verstümmeln, zu verwunden und zu terrorisieren. Vom 10. September 1992 bis 10. August 1994 wurde die knapp 18.000 Mann starke Einheit von Stanislav Galić kommandiert, ehe Dragomir Milošević das Kommando übernahm und es bis zur Einstellung der Kämpfe im November 1995 behielt. Er führte die Terrorangriffe seines Vorgängers mit unverminderter Härte fort und ließ zum ersten Mal auch modifizierte Splitterbomben einsetzen. Durch Scharfschützen, Granaten und Bomben kamen in Sarajevo etwa 12.000 Menschen beider Geschlechter und jeden Alters ums Leben. Zudem wurden gezielt symbolische und kulturelle Gebäude und Einrichtungen unter Beschuss genommen.
Nach langer Flucht stellte sich Dragomir Milošević 2004 freiwillig den serbischen Behörden und wurde dem ICTY überstellt, wo er am 12. Dezember 2007 wegen Verbrechen gegen die Menschlichkeit und Verstoßes gegen die Gesetze und Gewohnheiten des Krieges zu 33 Jahren Haft verurteilt wurde. Von der Berufungskammer wurde die Strafe auf 29 Jahre herabgesetzt, da die Staatsanwaltschaft nicht zweifelsfrei nachweisen konnte, dass Milošević den Beschuss von Zivilisten durch Scharfschützen persönlich geplant und befohlen hatte.